# تكاديرت (قصبة سيدي عبد الله بن امبارك)
تكاديرت هي إحدى مشيخات المملكة المغربية، تتبع جغرافيا لإقليم طاطا وإداريًا لقصبة سيدي عبد الله بن امبارك. يقدر عدد سكانها بـ 7830 نسمة حسب الإحصاء الرسمي للسكان والسكنى لسنة 2004.